# Французька кухня

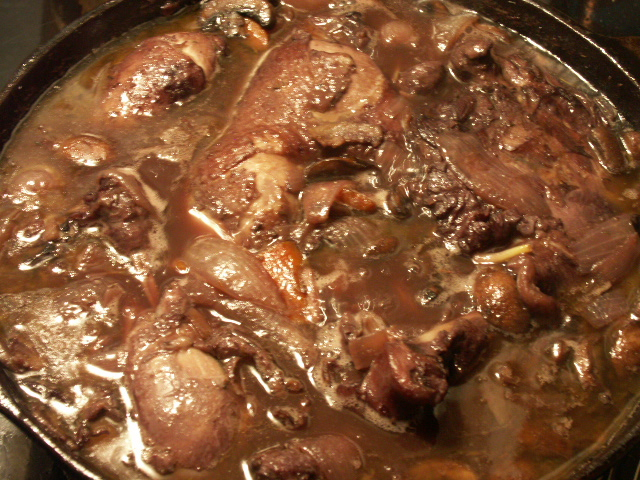
Курча у вині

Францу́зька ку́хня (фр. cuisine française, МФА: [kɥi.zin fʁɑ̃.sɛz]) — національна кухня Франції.

## Загальна характеристика
Цінується у всьому світі як дуже вишукана. Про те, що французи відомі як гурмани, чули, напевно, усі. Французька кухня, принаймні в Європі й Америці, завжди була прикладом досконалості в кухарському мистецтві. Десятки слів лексикона французької кухні, органічно ввійшли в термінологію багатьох національних кухонь, що звичайно є свідченням популярності і впливу французької кухні. Французи вважають кулінарію видом мистецтва, таким самим як поезія чи музика, а відомих кухарів вважають поетами. Багато знаменитих французів складали і видавали свої кухарські книги.
Французьку кухню умовно поділяють на три частини:
- cuisine regionale (місцева кухня)
- cuisine bourgeoise (загальнопоширена французька кухня)
- haute cuisine (вишукана кухня, висока кухня), прикладом якої свого часу була придворна кухня французьких королів.

Регіональна французька кухня південних провінцій (Гасконь, Лангедок, Прованс, країна Басків), відрізняється гостротою, використанням при готуванні страв вин і спецій, і особливо, часнику і цибулі. Має свої характерні риси ельзаська кухня, що успадкувала уподобання етнічних германців і характеризується значним споживанням свинини і капусти. Жителі прибережних районів воліють використовувати у своїй кухні морепродукти: рибу, крабів, омарів, лангустів, креветок і т.і.
Головною особливістю французької кухні є використання винятково свіжих продуктів, причому якості й особливості властиві кожному продукту повинні зберігатися і після процесу готування. Незважаючи на відмінності регіональних кулінарних традицій, характерною рисою національної французької кухні є достаток овочів і коренеплодів: картопля, стручкова квасоля, різні сорти цибулі, шпинату, капуста різних сортів, помідори, баклажани, селера, петрушка, салати використовуються для готування салатів, перших і других страв, а також як гарніри.

## Розпорядок дня
Французи дуже уважно вибирають продукти для кожного прийому їжі, меню залежить від свята у календарі, пори дня чи просто фантазії кухаря. Час прийому їжі змінюється в залежності від регіонів, але можна вважати, що сніданок, який складається з кави, чаю або гарячого шоколаду, прийнято споживати разом з рогаликом із джемом від сьомої до восьмої ранку. Обід — опівдні, а вечеря, що починається з супу — близько восьмої вечора.

## Перші страви
З перших страв для французької кухні характерні суп-пюре з цибулі-порею чи з картоплею, цибулевий суп заправлений сиром. Відомий також провансальський густий рибний суп-буябес.

## М'ясо і риба
Французькі кулінари використовують усі види м'ясних продуктів: телятину, яловичину, баранину, птаха, дичину. Дуже популярні страви з морської і прісноводної риби: тріски, палтуса, щуки, коропа, а також таких морепродуктів, як устриці, креветки, лангусти і морські гребінці. Характерні для французького столу омлети і сирні суфле, що готують з різними приправами і начинкою: шинкою, грибами, зеленню.
Арсенал спецій французької кухні відрізняється широким вживанням чабру, цибулі, кервелю, естрагону, розмарину та ін. Вживання цих ароматичних трав додає їжі особливий смак і запах. Готуючи багато страв, французи кладуть у каструлю невеличку в'язку трав, так званий збірний букет, bouquet garni — невелика в'язка з петрушки, чабру, лаврового листа. Перед подачею на стіл букет зі страви виймають.
Наступною особливістю французької кухні є активне використання при готуванні найрізноманітніших страв виноградного вина, коньяку чи лікеру. Вино при цьому, зазвичай, піддається значному виварюванню, у результаті якого винний спирт випаровується, а склад, що залишається, додає їжі неповторний присмак і наповнює її приємним ароматом. Крім того, вино також служить головною складовою частиною маринадів для м'яса, бульйонів чи для відварювання риби. Правила визначальні коли потрібно використовувати біле, а коли червоне вино відсутні, однак, червоне вино, частіше вживається для готування страв з м'яса домашніх і диких тварин, а біле, для страв з риби. У деяких випадках, готову гарячу страву перед подачею до столу поливають коньяком чи кальвадосом (яблучною горілкою), а в Гасконі — арманьяком, і підпалюють. Це додає їжі специфічний аромат і присмак.
Французи вважаються винахідниками соусів. У готуванні і придумуванні нових рецептів соусів, рівних їм немає в усьому світі. Англійці жартують з цього приводу: «Якщо в Англії є три сорти соусів і триста шістдесят видів релігії, то у Франції, три види релігії і триста шістдесят рецептів соусів».

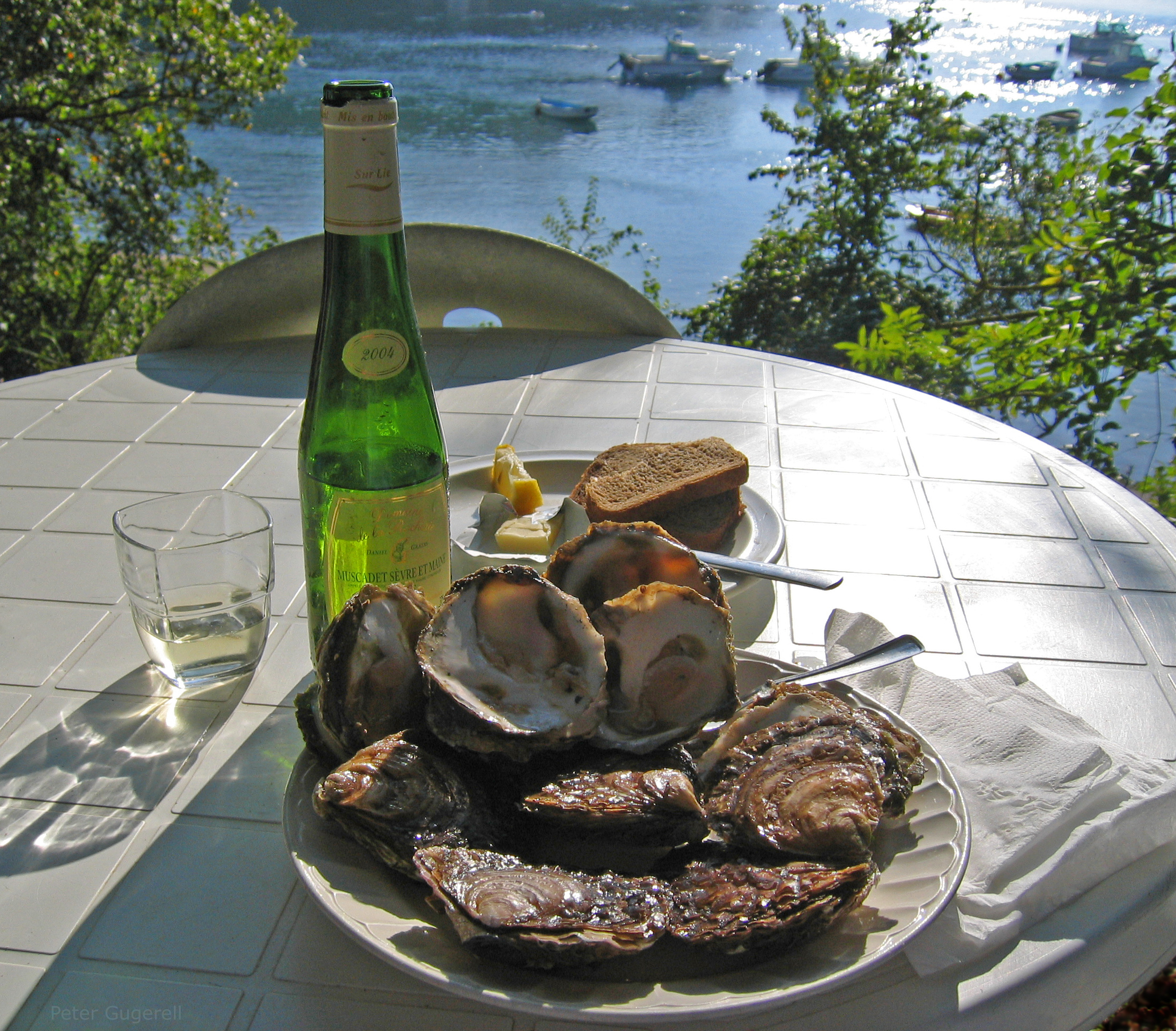
Устриці белон

В Франції поширеною стравою є устриці. Знавці вважають цих молюсків найвишуканішою стравою. Французькі пласкі види устриць називаються белон, маренн, аркашон. При вживанні устриць треба переконатися, що стулки їхніх раковин щільно закриті; якщо раковина відкрита, то молюск мертвий. Для відкривання устриць існує спеціальний ніж. Після відкриття раковини на устрицю треба видавити трошки лимонного соку, висмоктати її з раковини разом з делікатним устричним соком та проковтнути, не розжовуючи.

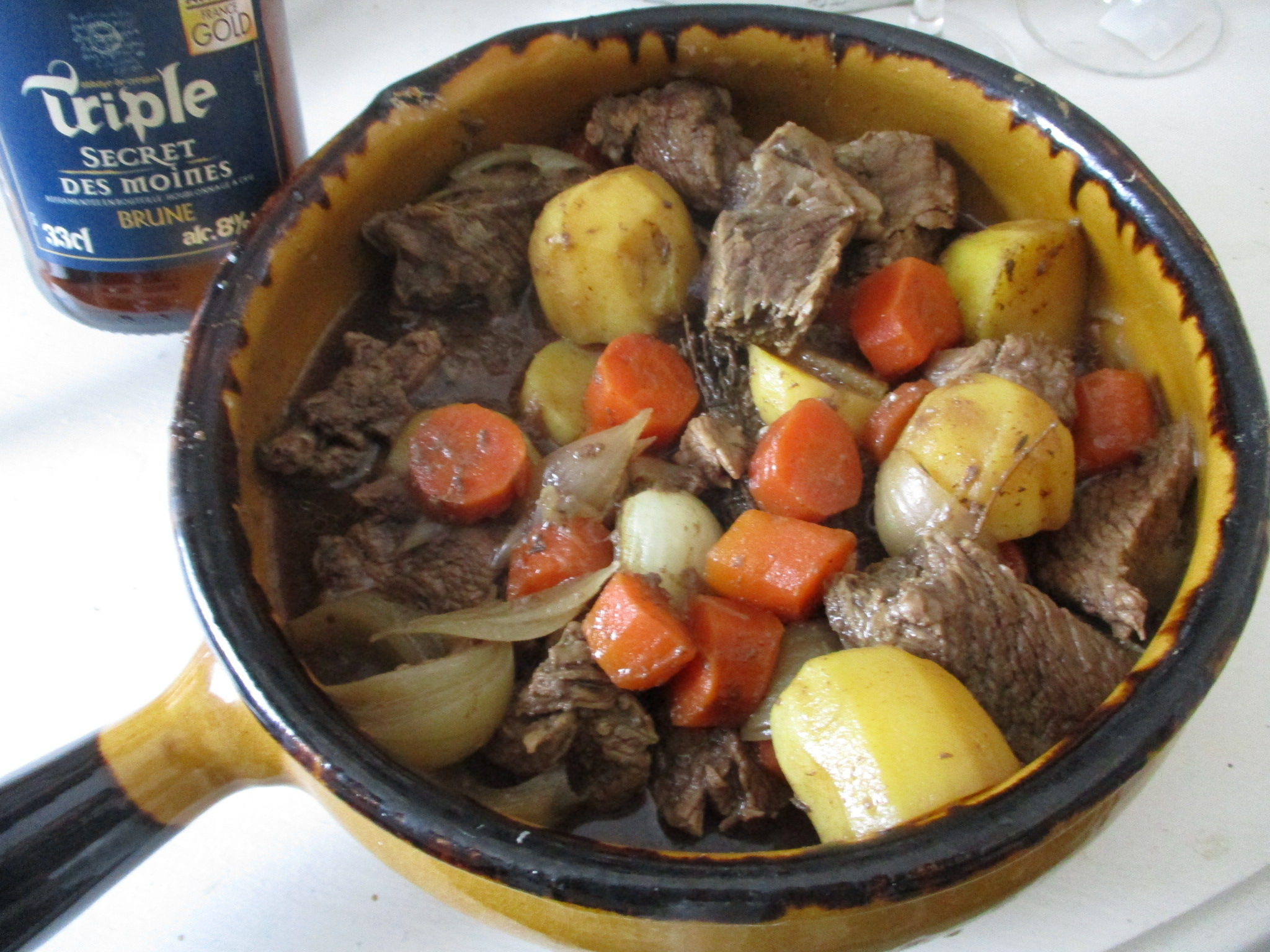
Фламандський карбонад

## Молочні продукти
Французька кулінарія, у порівнянні з іншими країнами Західної Європи, молочних продуктів використовує не багато, виняток складають сири, що прославилися на увесь світ. Страви з сирами і зеленим салатом обов'язково подають перед десертом. В Франції виробляють не менше 500 сортів сиру, серед яких такі широко відомі, як рокфор, грюер, камамбер і ін. Сири є невід'ємним елементом французької кухні, їх подають на обід і вечерю, часто на дерев'яній дощечці після основних страв на десерт.

## Солодощі

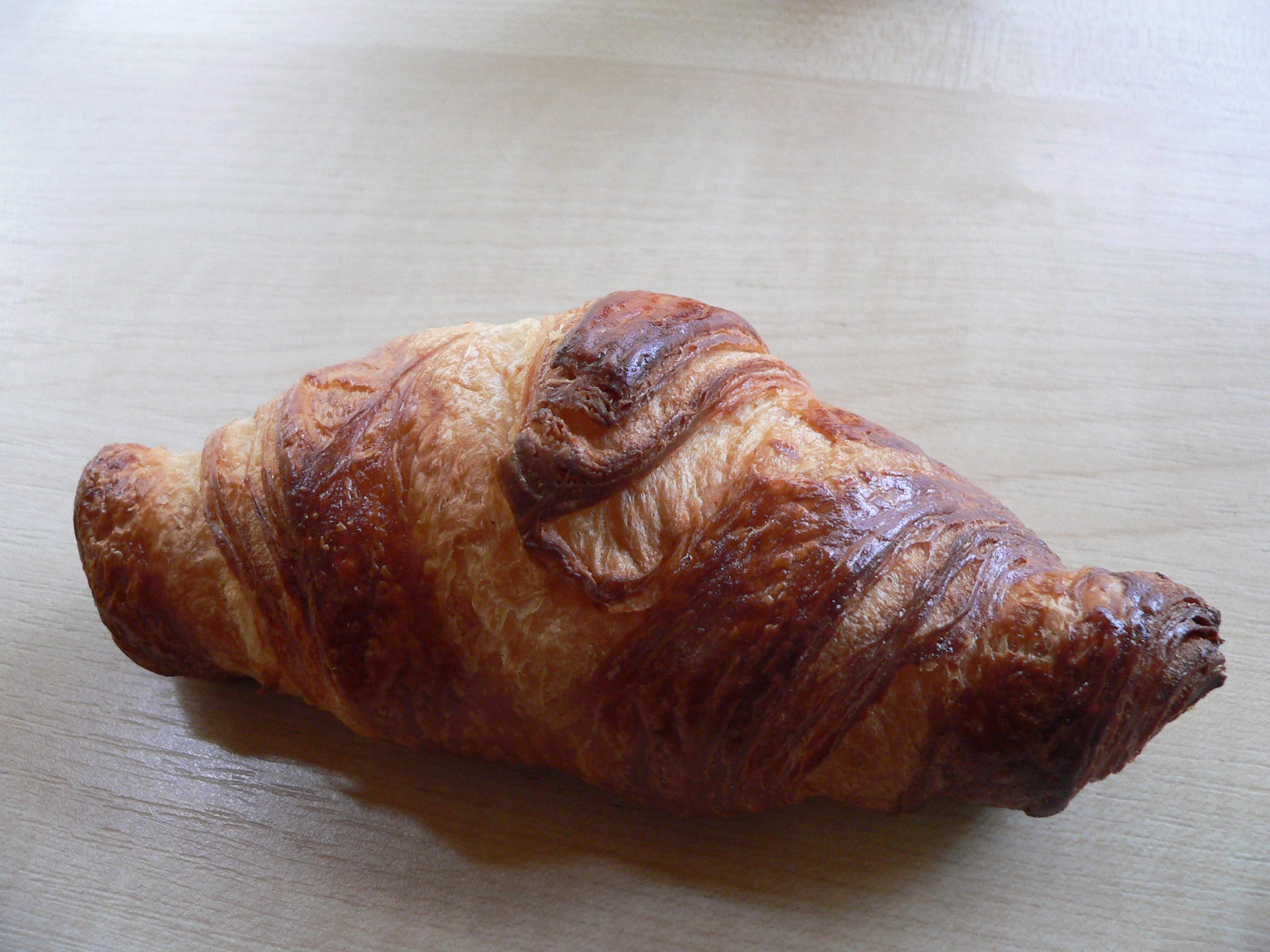
Круасан

Найвідомішими французькими десертами є круасан, вишневий пиріг клафуті, шарлотка, Тарт Татен, різдвяне поліно, мафіни крем-брюле (вершки запечені з карамельною скоринкою).

## Напої
З напоїв французи віддають перевагу фруктовим сокам, мінеральній воді. Надзвичайно популярна кава. Зі спиртних напоїв у Франції поширені абсент, кальвадос, коньяк. Усі вважають, що французи дня не можуть прожити без келиха вина. Це дійсно так, але скоріше стосується південних провінцій.

## Типові страви
- Французький багет
- Печінка кролика
- Фуа-гра — печінка гуски
- Креп — тонкі млинці
- Бешамель
- Буябес — рибний суп
- Фрикасе з курки
- Соус валуаз
- Крем-брюле — запечені вершки
- Суфле
- Тарт Татен
- Жаб'ячі лапки

## Материнські соуси
Жорж Оґюст Ескоф'є визначив п'ять базових або «материнських» соусів класичної французької кухні, на основі яких створюються численні похідні соуси:
- Еспаньйол
- Бешамель
- Велуте
- Аллеманд
- Голландський соус